# Heinz und Mia Krone-Stiftung
Die Heinz und Mia Krone-Stiftung war eine Verbrauchsstiftung mit Sitz in München, die sich ausschließlich um die Wiedereingliederung von Rollstuhlfahrern befasste. Die Stiftung hat zum Jahreswechsel 2017/2018 ihre Arbeit eingestellt.

## Ziele
Die Stiftung half bedürftigen Menschen, die früher gehen konnten und seit einem Unfall oder einer Krankheit auf den Rollstuhl angewiesen waren. Die Stiftung war als mildtätig anerkannt und unterstützte somit ausschließlich Einzelpersonen.
Die Stiftung gab finanzielle Zuschüsse zu rollstuhlspezifischen Maßnahmen, die durch das Leben im Rollstuhl erforderlich geworden waren, beispielsweise für den Umbau der Sanitärräume, den Einbau eines Treppenlifts oder den Umbau des Autos. Voraussetzung war, dass der Antragsteller die Maßnahme nicht oder nur zum Teil selbst oder mit staatlichen Mitteln finanzieren konnte. Die Stiftung förderte nachrangig, also dann, wenn eine Förderung nur für einen Teilbetrag oder eine begründete Ablehnung durch staatliche Stellen oder Kranken- bzw. Pflegekassen vorlag.
Außerdem war die Stiftung bestrebt, auf die Situation der Rollstuhlfahrer in Deutschland aufmerksam zu machen. Die Stiftung arbeitete mit anderen Organisationen und Initiativen zusammen und setzte sich dafür ein, dass Menschen im Rollstuhl in der Öffentlichkeit als gleichwertig und gleichberechtigt angesehen wurden.

## Entstehung
Gegründet wurde die Stiftung im Jahr 1999 von Mia Krone. Ihr Mann war seit seinem 18. Lebensjahr gehbehindert und seit einem Unfall 1983 auf den Rollstuhl angewiesen. Die ihrer Ansicht nach fehlende Lobby und ungenügende staatliche Unterstützung für körperlich Behinderte veranlassten Mia Krone nach seinem Tod zur Gründung der Stiftung.
Mit ihrem Fotowettbewerb und der Ausstellung Barrieren wurde die Heinz und Mia Krone-Stiftung für den Kommunikationspreis des Bundesverbandes Deutscher Stiftungen für das Jahr 2006 nominiert.